# Wendell Carter
Wendell Andre Carter Jr. (Atlanta, Georgia, 16 de abril de 1999) es un baloncestista estadounidense que pertenece a la plantilla de los Orlando Magic de la NBA. Con 2,08 metros de estatura, juega en las posiciones de ala-pívot o pívot.

## Trayectoria deportiva

### Primeros años
Jugó durante su etapa de instituto en la Pace Academy de su ciudad natal, donde en su última temporada promedió 21,6 puntos, 13,6 rebotes y 5,5 tapones por partido, lo que llevó a su instituto a conseguir el primer campeonato estatal Class AA de la historia del mismo, logrando 30 puntos y 20 rebotes en la final.
Fue elegido para diputar los prestigiosos McDonald's All-American Game, y el Jordan Brand Classic. Fuera de las pistas, logró ganar el Morgan Wootten National Player of the Year, que premia al jugador del McDonald's All-American que haya destacado en la actividad de la comunidad, en las clases y en la pista de juego.

### Universidad
Jugó una temporada con los Blue Devils de la Universidad de Duke, en la que promedió 13,5 puntos, 9,1 rebotes, 2,0 asistencias y 2,1 tapones por partido. Fue incluido en el segundo mejor quinteto y en el mejor quinteto freshman de la Atlantic Coast Conference.
Al término de la temporada anunció que renunciaba al resto de su carrera universitaria para entrar en el Draft de la NBA de 2018.

#### Estadísticas
| Año     | Equipo | PJ | PT | MPP  | %TC  | %3P  | %TL  | RPP | APP | ROB | TPP | PPP  |
| ------- | ------ | -- | -- | ---- | ---- | ---- | ---- | --- | --- | --- | --- | ---- |
| 2017–18 | Duke   | 37 | 37 | 26.8 | .561 | .413 | .738 | 9.1 | 2.0 | .8  | 2.1 | 13.5 |

### Profesional
Fue elegido en la séptima posición del Draft de la NBA de 2018 por los Chicago Bulls.
Durante su tercera temporada en Chicago, el 25 de marzo de 2021, es traspasado junto a Otto Porter, a Orlando Magic a cambio de Nikola Vučević  y Al-Farouq Aminu.
El 16 de octubre de 2021, firma una extensión de contrato con los Magic por 4 años y $50 millones.
En su tercer año en Orlando, el 23 de febrero de 2023 anota la canasta ganadora sobre la bocina ante Detroit Pistons.
En octubre de 2024, firma una extensión de contrato con los Magic por 3 años y $59 millones.

## Estadísticas de su carrera en la NBA

### Temporada regular
| Año     | Equipo  | PJ  | PT  | MPP  | %TC  | %3P  | %TL  | RPP  | APP | ROB | TPP | PPP  |
| ------- | ------- | --- | --- | ---- | ---- | ---- | ---- | ---- | --- | --- | --- | ---- |
| 2018-19 | Chicago | 44  | 44  | 25.2 | .485 | .188 | .795 | 7.0  | 1.8 | .6  | 1.3 | 10.3 |
| 2019-20 | Chicago | 43  | 43  | 29.2 | .534 | .207 | .737 | 9.4  | 1.2 | .8  | .8  | 11.3 |
| 2020-21 | Chicago | 32  | 25  | 24.8 | .512 | .364 | .739 | 7.8  | 2.2 | .6  | .8  | 10.9 |
| 2020-21 | Orlando | 22  | 19  | 26.5 | .493 | .241 | .721 | 8.8  | 1.6 | .8  | .8  | 11.7 |
| 2021-22 | Orlando | 62  | 61  | 29.9 | .525 | .327 | .691 | 10.5 | 2.8 | .6  | .7  | 15.0 |
| 2022-23 | Orlando | 57  | 54  | 29.6 | .525 | .356 | .738 | 8.7  | 2.3 | .5  | .6  | 15.2 |
| 2023-24 | Orlando | 55  | 48  | 25.6 | .525 | .374 | .694 | 6.9  | 1.7 | .6  | .5  | 11.0 |
| 2024-25 | Orlando | 68  | 51  | 25.9 | .460 | .234 | .737 | 7.2  | 2.0 | .8  | .6  | 9.1  |
| Total   | Total   | 383 | 345 | 27.3 | .509 | .316 | .729 | 8.3  | 2.0 | .6  | .7  | 11.9 |

### Playoffs
| Año   | Equipo  | PJ | PT | MPP  | %TC  | %3P  | %TL  | RPP  | APP | ROB | TPP | PPP  |
| ----- | ------- | -- | -- | ---- | ---- | ---- | ---- | ---- | --- | --- | --- | ---- |
| 2024  | Orlando | 7  | 5  | 26.4 | .404 | .280 | .727 | 6.3  | 1.3 | .7  | .6  | 7.6  |
| 2024  | Orlando | 5  | 5  | 32.4 | .525 | .273 | .300 | 10.8 | 1.2 | .4  | .4  | 10.2 |
| Total | Total   | 12 | 10 | 28.9 | .460 | .278 | .667 | 8.2  | 1.3 | .6  | .5  | 8.7  |